# La Ensenada (Panamá)
La Ensenada es un corregimiento del distrito de Balboa en la provincia de Panamá, República de Panamá. La localidad tiene 94 habitantes (2010).